# Depressaria pimpinellae
Depressaria pimpinellae — вид лускокрилих комах родини плоских молей (Depressariidae).

## Поширення
Вид поширений в Європі. Присутній у фауні України.

## Опис
Розмах крил 16-22 мм.

## Спосіб життя
Імаго літають з вересня і після зимівлі, знову навесні наступного року. Личинки живляться листям та суцвіттям Pimpinella saxifraga та Pimpinella major. Вони живуть між листям, закрученими докупи шовком.